# George Kittle
Pour les articles homonymes, voir Kittle.
(en) Statistiques sur pro-football-reference

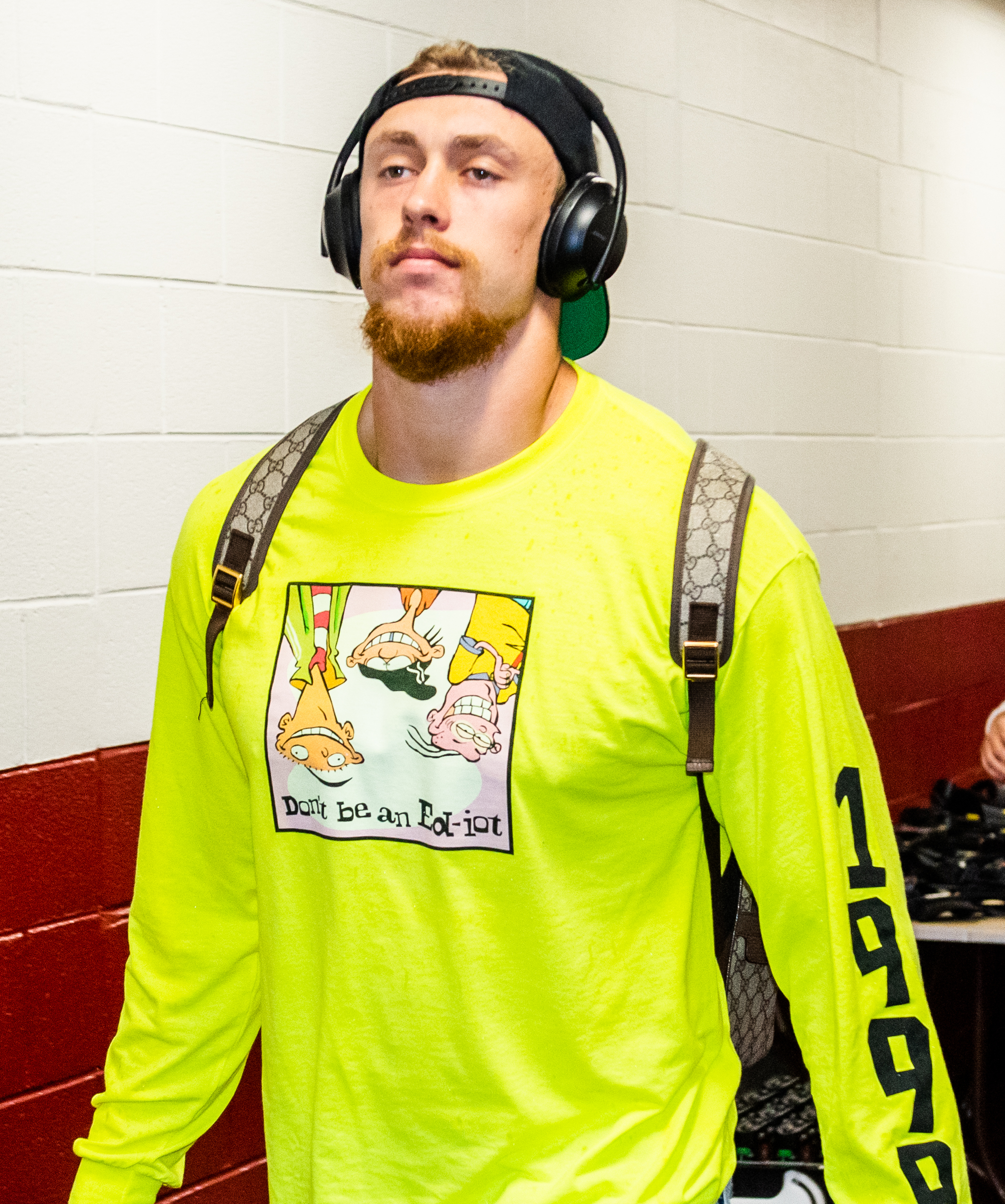
Kittle avant un match de la saison 2019.

George Krieger Kittle, né le 9 octobre 1993 à Madison, est un joueur professionnel américain de football américain évoluant au poste de tight end dans la National Football League (NFL) depuis la saison 2017 pour la franchise des 49rs de San Francisco.

## Biographie

### Carrière universitaire
Au niveau universitaire, il a défendu les couleurs des Hawkeyes de l'Iowa de 2013 à 2016, équipe universitaire évoluant dans la NCAA Division I FBS. 

### Carrière professionnelle
Après son année senior, il se présente à la draft 2017 de la NFL et est choisi en tant que 146e choix global lors du 5e tour par la franchise des 49ers de San Francisco.
Lors de la saison 2018, Kittle, avec un bilan de 1 377 yards gagnés en 88 réceptions, bat le record du nombre de yards gagnés à la réception en une saison par un tight end. L'ancien record de Rob Gronkowski de 1 327 yards avait été battu par Travis Kelce plus tôt dans la journée, celui-ci ayant réussi à atteindre les 1 336 yards. En fin du dernier match de saison régulière déjà largement perdu, les 49ers décident donc avec succès de jouer pour que Kittle batte le nouveau record de Kelce.
En 2021, George Kittle est le deuxième tight end depuis 1960 à gagner 150 yards en réception lors de deux matchs consécutifs.

## Statistiques
| Année      | Équipe                 | MJ |     | Passes réceptionnées | Passes réceptionnées | Passes réceptionnées | Passes réceptionnées |       | Courses | Courses | Courses | Courses |  | Fumbles | Fumbles |
| Année      | Équipe                 | MJ | Nb. | Yards                | Moy.                 | TD                   | Nb.                  | Yards | Moy.    | TD      | Nb.     | Perdus  |  |         |         |
| 2017       | 49ers de San Francisco | 15 | 043 | 0 515                | 12,0                 | 02                   | -                    | -     | -       | -       | 0       | 0       |  |         |         |
| 2018       | 49ers de San Francisco | 16 | 088 | 1 377                | 15,6                 | 05                   | 01                   | 10    | 10,0    | 0       | 0       | 0       |  |         |         |
| 2019       | 49ers de San Francisco | 14 | 085 | 1 053                | 12,4                 | 05                   | 05                   | 22    | 04,4    | 0       | 1       | 0       |  |         |         |
| 2020       | 49ers de San Francisco | 08 | 048 | 0 634                | 13,2                 | 02                   | 02                   | 17    | 08,5    | 0       | 0       | 0       |  |         |         |
| 2021       | 49ers de San Francisco | 14 | 071 | 0 910                | 12,8                 | 06                   | 03                   | 20    | 06,7    | 0       | 2       | 1       |  |         |         |
| 2022       | 49ers de San Francisco | 15 | 060 | 0 765                | 12,8                 | 11                   | 0                    | 0     | 00,0    | 0       | 1       | 1       |  |         |         |
| 2023       | 49ers de San Francisco | 16 | 065 | 1 020                | 15,7                 | 06                   | 01                   | 02    | 02,0    | 0       | 0       | 0       |  |         |         |
| Totaux NFL | Totaux NFL             | 90 | 460 | 6 274                | 13,6                 | 37                   | 12                   | 71    | 05,9    | 0       | 4       | 2       |  |         |         |

| Année      | Équipe                 | MJ |          | Passes réceptionnées | Passes réceptionnées | Passes réceptionnées | Passes réceptionnées |          | Courses  | Courses  | Courses | Courses |  | Fumbles | Fumbles |
| Année      | Équipe                 | MJ | Nb.      | Yards                | Moy.                 | TD                   | Nb.                  | Yards    | Moy.     | TD       | Nb.     | Perdus  |  |         |         |
| 2019       | 49ers de San Francisco | 3  | 08       | 71                   | 08,9                 | 0                    | 0                    | 0        | 0        | 0        | 0       | 0       |  |         |         |
| 2021       | 49ers de San Francisco | 3  | 07       | 108                  | 15,4                 | 0                    | 0                    | 0        | 0        | 0        | 0       | 0       |  |         |         |
| 2022       | 49ers de San Francisco | 3  | 10       | 164                  | 16,4                 | 1                    | 1                    | 4        | 4,0      | 0        | 0       | 0       |  |         |         |
| 2023       | 49ers de San Francisco | ?  | En cours | En cours             | En cours             | En cours             | En cours             | En cours | En cours | En cours | ?       | ?       |  |         |         |
| Totaux NFL | Totaux NFL             | 9  | 35       | 343                  | 13,7                 | 1                    | 1                    | 4        | 4,0      | 0        | 0       | 0       |  |         |         |

## Vie privée
Fan de catch, il cite Penta El Zero Miedo comme étant son lutteur favori. Celui-ci lui remet un masque du lutteur lors d'un match opposant les Chiefs aux Cardinals à Mexico.
Il fera également une apparition remarquée à la WWE lors de WrestleMania 39 en intervenant durant le match entre The Miz et Pat McAfee.